# Servië op de Olympische Zomerspelen 2024
Servië nam deel aan de Olympische Zomerspelen 2024 in Parijs, Frankrijk. Sonja Vasić werd aangeduid al chef de mission.

## Medailleoverzicht
| Medaille | Naam | Sport       | Onderdeel                | Datum       |
| -------- | --- | ----------- | ------------------------ | ----------- |
| Goud     | Zorana Arunović Damir Mikec | Schietsport | 10 m luchtpistool (x)    | 30 juli     |
| Goud     | Novak Djokovic | Tennis      | enkelspel (m)            | 4 augustus  |
| Goud     | Waterpoloteam Miloš Ćuk Nikola Dedović Radomir Drašović Radoslav Filipović Nikola Jakšić Petar Jakšić Dušan Mandić Vladimir Mišović Sava Ranđelović Strahinja Rašović Viktor Rašović Nemanja Ubović Nemanja Vico | Waterpolo   | Waterpolo (m)            | 11 augustus |
|          | |             |                          |             |
| Zilver   | Aleksandra Perišić | Taekwondo   | Middengewicht -67 kg (v) | 9 augustus  |
|          | |             |                          |             |
| Brons    | Basketbalteam Aleksa Avramović Bogdan Bogdanović Dejan Davidovac Ognjen Dobrić Marko Gudurić Nikola Jokić Nikola Jović Vanja Marinković Vasilije Micić Nikola Milutinov Filip Petrušev Uroš Plavšić              | Basketbal   | Basketbal (m)            | 10 augustus |

## Aantal deelnemers
Hieronder volgt een overzicht van de atleten die zich reeds gekwalificeerd hebben voor de Olympische Zomerspelen van 2024.
| Sport       | Mannen | Vrouwen | Totaal |
| ----------- | ------ | ------- | ------ |
| Atletiek    | 2      | 4       | 6      |
| Basketbal   | 16     | 12      | 28     |
| Boksen      | 1      | 2       | 3      |
| Judo        | 3      | 3       | 6      |
| Kanovaren   | 4      | 4       | 8      |
| Roeien      | 2      | 1       | 3      |
| Schietsport | 2      | 1       | 3      |
| Taekwondo   | 2      | 1       | 3      |
| Tafeltennis | 0      | 1       | 1      |
| Tennis      | 2      | 0       | 2      |
| Volleybal   | 12     | 12      | 24     |
| Waterpolo   | 13     | 0       | 13     |
| Wielersport | 1      | 1       | 2      |
| Worstelen   | 5      | 0       | 5      |
| Zwemmen     | 4      | 1       | 5      |
| Totaal      | 69     | 43      | 112    |

## Deelnemers en resultaten

### Atletiek

#### Loopnummers
Mannen
| atleet      | onderdeel | series   | series | herkansingen | herkansingen | halve finale | halve finale | finale         | finale         |
| atleet      | onderdeel | tijd     | rang   | tijd         | rang         | tijd         | rang         | tijd           | rang           |
| ----------- | --------- | -------- | ------ | ------------ | ------------ | ------------ | ------------ | -------------- | -------------- |
| Elzan Bibić | 5000 m    | 14:14.46 | 14     | n.v.t.       | n.v.t.       | n.v.t.       | n.v.t.       | niet geplaatst | niet geplaatst |

#### Technische nummers
Mannen
| atlete           | onderdeel   | kwalificaties | kwalificaties | finale         | finale         |
| atlete           | onderdeel   | afstand       | rang          | afstand        | rang           |
| ---------------- | ----------- | ------------- | ------------- | -------------- | -------------- |
| Armin Sinančević | kogelstoten | 19,31 m       | 24            | niet geplaatst | niet geplaatst |

Vrouwen
| atlete            | onderdeel    | kwalificaties | kwalificaties | finale         | finale         |
| atlete            | onderdeel    | afstand       | rang          | afstand        | rang           |
| ----------------- | ------------ | ------------- | ------------- | -------------- | -------------- |
| Angelina Topić    | hoogspringen | 1,92 m        | 12 q          | DNS            | DNS            |
| Milica Gardašević | verspringen  | 6,48 m        | 18            | niet geplaatst | niet geplaatst |
| Ivana Španović    | verspringen  | 6,51 m        | 16            | niet geplaatst | niet geplaatst |
| Adriana Vilagoš   | speerwerpen  | 60,49 m       | 13            | niet geplaatst | niet geplaatst |

### Basketbal

#### 3x3
Mannen
| Olympiër                                                           | Discipline | Resultaat | Prestatie |
| ------------------------------------------------------------------ | ---------- | --------- | --------- |
| Marko Branković Strahinja Stojačić Dejan Majstorović Mihailo Vasić | 3x3        | 5         | zie onder |

| Pos | Team             | Wed | W | V | Ptn | PV  | PT  | +/− | Kwalificatie  |
| --- | ---------------- | --- | - | - | --- | --- | --- | --- | ------------- |
| 1   | Letland          | 7   | 7 | 0 | 14  | 147 | 103 | +44 | Halve finales |
| 2   | Nederland        | 7   | 5 | 2 | 12  | 133 | 112 | +21 | Halve finales |
| 3   | Litouwen         | 7   | 4 | 3 | 11  | 134 | 125 | +9  | Play-in       |
| 4   | Servië           | 7   | 4 | 3 | 11  | 129 | 123 | +6  | Play-in       |
| 5   | Frankrijk (G)    | 7   | 3 | 4 | 10  | 131 | 132 | −1  | Play-in       |
| 6   | Polen            | 7   | 2 | 5 | 9   | 116 | 139 | −23 | Play-in       |
| 7   | Verenigde Staten | 7   | 2 | 5 | 9   | 116 | 138 | −22 |               |
| 8   | China            | 7   | 1 | 6 | 8   | 107 | 141 | −34 |               |

| Ronde        | Datum           | Tijd           | Land           | Score          | Land             |                |
| ------------ | --------------- | -------------- | -------------- | -------------- | ---------------- | -------------- |
| groepsfase   | 30 juli 2024    | 22:35          | Servië         | 22 - 14        | Verenigde Staten |                |
| groepsfase   | 31 juli 2024    | 19:05          | Servië         | 15 - 21        | China            |                |
| groepsfase   | 1 augustus 2024 | 10:05          | Nederland      | 19 - 21        | Servië           |                |
| groepsfase   | 1 augustus 2024 | 22:35          | Servië         | 19 - 16        | Frankrijk        |                |
| groepsfase   | 2 augustus 2024 | 19:05          | Letland        | 21 - 14        | Servië           |                |
| groepsfase   | 2 augustus 2024 | 22:05          | Servië         | 21 - 12        | Polen            |                |
| groepsfase   | 4 augustus 2024 | 18:35          | Litouwen       | 20 - 18        | Servië           |                |
|              |                 |                |                |                |                  |                |
| kwartfinale  | 4 augustus 2024 | 22:05          | Servië         | 19 - 22        | Frankrijk        |                |
|              |                 |                |                |                |                  |                |
| halve finale | niet geplaatst  | niet geplaatst | niet geplaatst | niet geplaatst | niet geplaatst   | niet geplaatst |
|              |                 |                |                |                |                  |                |
| finale       | niet geplaatst  | niet geplaatst | niet geplaatst | niet geplaatst | niet geplaatst   | niet geplaatst |

#### Mannenteam
| Olympiër | Onderdeel | Resultaat | Prestatie |
| --- | --------- | --------- | --------- |
| Aleksa Avramović Bogdan Bogdanović Dejan Davidovac Ognjen Dobrić Marko Gudurić Nikola Jokić Nikola Jović Vanja Marinković Vasilije Micić Nikola Milutinov Filip Petrušev Uroš Plavšić | mannen    | 3 [ 1 ]   | zie onder |

| Groep |                  |             |             |             |             |            |            |            |        |
| #     | Land             | Wedstrijden | Wedstrijden | Wedstrijden | Wedstrijden | Doelpunten | Doelpunten | Doelpunten | Punten |
| #     | Land             | GW          | W           | G           | V           | V          | T          | Saldo      | Punten |
| 1     | Verenigde Staten | 3           | 3           | 0           | 0           | 317        | 253        | +64        | 6      |
| 2     | Servië           | 3           | 2           | 0           | 1           | 287        | 261        | +26        | 5      |
| 3     | Zuid-Soedan      | 3           | 1           | 0           | 2           | 261        | 278        | -17        | 4      |
| 4     | Puerto Rico      | 3           | 0           | 0           | 3           | 228        | 301        | -73        | 3      |

| groepsfase      |                  |             |                  |                  |           |  |  |
| 28 juli 2024    | 17:15            | Servië      | 84 - 110         | Verenigde Staten |           |  |  |
| 31 juli 2024    | 17:15            | Puerto Rico | 66 - 107         | Servië           |           |  |  |
| 3 augustus 2024 | 21:00            | Servië      | 96 - 85          | Zuid-Soedan      |           |  |  |
|                 |                  |             |                  |                  |           |  |  |
| kwartfinale     | 6 augustus 2024  | 14:30       | Servië           | 95 - 90          | Australië |  |  |
|                 |                  |             |                  |                  |           |  |  |
| halve finale    | 8 augustus 2024  | 21:00       | Verenigde Staten | 95 - 91          | Servië    |  |  |
|                 |                  |             |                  |                  |           |  |  |
| bronzen finale  | 10 augustus 2024 | 11:00       | Duitsland        | 83 - 93          | Servië    |  |  |

#### Vrouwenteam
Het Servische nationale vrouwenbasketbalteam kwalificeerde zich voor de Spelen door bij de beste drie te eindigen op het Olympisch kwalificatietoernooi in Belém , Brazilië.
| Olympiër | Onderdeel | Resultaat | Prestatie |
| --- | --------- | --------- | --------- |
| Yvonne Anderson Saša Čađo Mina Đorđević Angela Dugalić Maša Janković Nevena Jovanović Aleksandra Katanić Tina Krajišnik Jovana Nogić Ivana Raca Nadija Smailbegović Dragana Stanković | vrouwen   | 6         | zie onder |

| Groep |             |             |             |             |             |            |            |            |        |
| #     | Land        | Wedstrijden | Wedstrijden | Wedstrijden | Wedstrijden | Doelpunten | Doelpunten | Doelpunten | Punten |
| #     | Land        | GW          | W           | G           | V           | V          | T          | Saldo      | Punten |
| 1     | Spanje      | 3           | 3           | 0           | 0           | 223        | 213        | +10        | 6      |
| 2     | Servië      | 3           | 2           | 0           | 1           | 201        | 184        | +17        | 5      |
| 3     | China       | 3           | 1           | 0           | 2           | 228        | 229        | -1         | 4      |
| 4     | Puerto Rico | 3           | 0           | 0           | 3           | 175        | 201        | -26        | 3      |

| groepsfase      |                 |                |                |                |                |                |  |
| 28 juli 2024    | 21:00           | Servië         | 58 - 55        | Puerto Rico    |                |                |  |
| 31 juli 2024    | 13:30           | China          | 59 - 81        | Servië         |                |                |  |
| 3 augustus 2024 | 13:30           | Servië         | 62 - 70        | Spanje         |                |                |  |
|                 |                 |                |                |                |                |                |  |
| kwartfinale     | 7 augustus 2024 | 11:00          | Servië         | 67 - 85        | Australië      |                |  |
|                 |                 |                |                |                |                |                |  |
| halve finale    | niet geplaatst  | niet geplaatst | niet geplaatst | niet geplaatst | niet geplaatst | niet geplaatst |  |
|                 |                 |                |                |                |                |                |  |
| finale          | niet geplaatst  | niet geplaatst | niet geplaatst | niet geplaatst | niet geplaatst | niet geplaatst |  |

### Boksen
Mannen
| atleet       | onderdeel     | eerste ronde         | tweede ronde         | kwartfinale          | halve finale         | finale               | rang           |
| atleet       | onderdeel     | tegenstander uitslag | tegenstander uitslag | tegenstander uitslag | tegenstander uitslag | tegenstander uitslag | rang           |
| ------------ | ------------- | -------------------- | -------------------- | -------------------- | -------------------- | -------------------- | -------------- |
| Vahid Abasov | weltergewicht | bye                  | Richardson V 2 - 3   | niet geplaatst       | niet geplaatst       | niet geplaatst       | niet geplaatst |

Vrouwen
| atlete           | onderdeel     | eerste ronde         | tweede ronde         | kwartfinale          | halve finale         | finale               | rang           |
| atlete           | onderdeel     | tegenstander uitslag | tegenstander uitslag | tegenstander uitslag | tegenstander uitslag | tegenstander uitslag | rang           |
| ---------------- | ------------- | -------------------- | -------------------- | -------------------- | -------------------- | -------------------- | -------------- |
| Sara Ćirković    | bantamgewicht | Jitpong V 1 - 4      | niet geplaatst       | niet geplaatst       | niet geplaatst       | niet geplaatst       | niet geplaatst |
| Natalia Shadrina | lichtgewicht  | bye                  | Khelif W 5 - 0       | Yang W V 2 - 3       | niet geplaatst       | niet geplaatst       | niet geplaatst |

### Judo
Mannen
| atleet            | onderdeel | eerste ronde         | tweede ronde         | derde ronde          | kwartfinale          | halve finale         | herkansing           | finale / BM           | finale / BM    |
| atleet            | onderdeel | tegenstander uitslag | tegenstander uitslag | tegenstander uitslag | tegenstander uitslag | tegenstander uitslag | tegenstander uitslag | tegenstander uitslag  | rang           |
| ----------------- | --------- | -------------------- | -------------------- | -------------------- | -------------------- | -------------------- | -------------------- | --------------------- | -------------- |
| Strahinja Bunčić  | −66 kg    | n.v.t.               | Najafov W 01 - 00    | Piras W01 - 00       | Vieru V 00 - 10      | niet geplaatst       | Emomali W WO         | Kyrgyzbayev V 00 - 01 | 5              |
| Nemanja Majdov    | −90 kg    | n.v.t.               | bye                  | Tselidis V 00 - 10   | niet geplaatst       | niet geplaatst       | niet geplaatst       | niet geplaatst        | niet geplaatst |
| Aleksandar Kukolj | -100 kg   | n.v.t.               | Vég V 00 - 01        | niet geplaatst       | niet geplaatst       | niet geplaatst       | niet geplaatst       | niet geplaatst        | niet geplaatst |

Vrouwen
| atlete         | onderdeel | eerste ronde         | tweede ronde         | kwartfinale          | halve finale         | herkansing           | finale / BM          | finale / BM    |
| atlete         | onderdeel | tegenstander uitslag | tegenstander uitslag | tegenstander uitslag | tegenstander uitslag | tegenstander uitslag | tegenstander uitslag | rang           |
| -------------- | --------- | -------------------- | -------------------- | -------------------- | -------------------- | -------------------- | -------------------- | -------------- |
| Milica Nikolić | −48 kg    | Štangar W 01 - 00    | Martínez V 00 - 10   | niet geplaatst       | niet geplaatst       | niet geplaatst       | niet geplaatst       | niet geplaatst |
| Marica Perišić | −57 kg    | Pradhan W 10 - 00    | Lien C-l W 01 - 00   | Deguchi V 00 - 01    | niet geplaatst       | Funakobo V 00 - 10   | niet geplaatst       | 7              |
| Milica Žabić   | +78 kg    | Tavano W 10 - 00     | Ortiz W 10 - 00      | Hershko V 00 - 10    | niet geplaatst       | Sone W WO            | Dicko V 00 - 10      | 5              |

Gemengd
| atleten                                                                                      | onderdeel | eerste ronde         | tweede ronde         | kwartfinale          | halve finale         | herkansing           | finale / BM          | finale / BM |
| atleten                                                                                      | onderdeel | tegenstander uitslag | tegenstander uitslag | tegenstander uitslag | tegenstander uitslag | tegenstander uitslag | tegenstander uitslag | rang        |
| -------------------------------------------------------------------------------------------- | --------- | -------------------- | -------------------- | -------------------- | -------------------- | -------------------- | -------------------- | ----------- |
| Strahinja Bunčić Aleksandar Kukolj Nemanja Majdov Milica Nikolić Marica Perišić Milica Žabić | team      | bye                  | Nederland W 4 - 2    | Japan V 1 - 4        | niet geplaatst       | Brazilië V 1 - 4     | niet geplaatst       | 7           |

### Kanovaren

#### Sprint
Mannen
| atleet                                                                  | onderdeel | series  | series | kwartfinale | kwartfinale | halve finale | halve finale | finale  | finale |
| atleet                                                                  | onderdeel | tijd    | rang   | tijd        | rang        | tijd         | rang         | tijd    | rang   |
| ----------------------------------------------------------------------- | --------- | ------- | ------ | ----------- | ----------- | ------------ | ------------ | ------- | ------ |
| Marko Dragosavljević Marko Novaković                                    | K-2 500 m | 1:30.71 | 4 KF   | 1:28.57     | 2 HF        | 1:30.20      | 7 FB         | 1:31.50 | 11     |
| Anđelo Džombeta Vladimir Torubarov                                      | K-2 500 m | 1:34.22 | 5 KF   | 1:29.46     | 4 HF        | 1:34.65      | 8 FB         | 1:35.00 | 16     |
| Marko Dragosavljević Anđelo Džombeta Marko Novaković Vladimir Torubarov | K-4 500 m | 1:20.99 | 1 HF   | bye         | bye         | 1:19.91      | 2 FA         | 1:21.52 | 6      |

Vrouwen
| atlete                                                           | onderdeel | series  | series | kwartfinale | kwartfinale | halve finale | halve finale | finale         | finale |
| atlete                                                           | onderdeel | tijd    | rang   | tijd        | rang        | tijd         | rang         | tijd           | rang   |
| ---------------------------------------------------------------- | --------- | ------- | ------ | ----------- | ----------- | ------------ | ------------ | -------------- | ------ |
| Milica Novaković                                                 | K-1 500 m | 1:50.37 | 2 HF   | bye         | bye         |              |              |                |        |
| Anastazija Bajuk Marija Dostanić Milica Novaković Dunja Stanojev | K-4 500 m | 1:36.40 | 5 HF   | n.v.t.      | n.v.t.      | 1:35.25      | 3            | niet geplaatst | 9      |

### Roeien
Mannen
| atleet                          | onderdeel  | series  | series | herkansingen | herkansingen | kwartfinale | kwartfinale | halve finale | halve finale | finale  | finale |
| atleet                          | onderdeel  | tijd    | rang   | tijd         | rang         | tijd        | rang        | tijd         | rang         | tijd    | rang   |
| ------------------------------- | ---------- | ------- | ------ | ------------ | ------------ | ----------- | ----------- | ------------ | ------------ | ------- | ------ |
| Nikolaj Pimenov Martin Mačković | dubbeltwee | 6:17.36 | 4 H    | 6:31.54      | 1 HA/B       | n.v.t.      | n.v.t.      | 6:17.35      | 4 FB         | 6:13.85 | 7      |

Vrouwen
| atleet       | onderdeel | series  | series | herkansingen | herkansingen | kwartfinale | kwartfinale | halve finale | halve finale | finale  | finale |
| atleet       | onderdeel | tijd    | rang   | tijd         | rang         | tijd        | rang        | tijd         | rang         | tijd    | rang   |
| ------------ | --------- | ------- | ------ | ------------ | ------------ | ----------- | ----------- | ------------ | ------------ | ------- | ------ |
| Jovana Arsić | skiff     | 7:48.29 | 3 KF   | bye          | bye          | 7:56.18     | 5 HC/D      | 7:44.60      | 1 FC         | 7:26.09 | 13     |

Legenda: FA=finale A (medailles); FB=finale B (geen medailles); FC=finale C (geen medailles); FD=finale D (geen medailles); FE=finale E (geen medailles); FF=finale F (geen medailles); HA/B=halve finale A/B; HC/D=halve finale C/D; HE/F=halve finale E/F; KF=kwartfinale; H=herkansing

### Schietsport
Mannen
| atleet          | onderdeel               | kwalificaties | kwalificaties | finale         | finale         |
| atleet          | onderdeel               | punten        | rang          | punten         | rang           |
| --------------- | ----------------------- | ------------- | ------------- | -------------- | -------------- |
| Lazar Kovačević | 10 m luchtgeweer        | 625.5         | 37            | niet geplaatst | niet geplaatst |
| Lazar Kovačević | 50 m geweer 3 houdingen | 592           | 5 Q           | 407.4          | 8              |
| Damir Mikec     | 10 m luchtpistool       | 584           | 1 Q           | 136.9          | 7              |

Vrouwen
| atlete          | onderdeel         | kwalificaties | kwalificaties | finale         | finale         |
| atlete          | onderdeel         | punten        | rang          | punten         | rang           |
| --------------- | ----------------- | ------------- | ------------- | -------------- | -------------- |
| Zorana Arunović | 10 m luchtpistool | 575           | 10            | niet geplaatst | niet geplaatst |

Gemengd
| atlete                      | onderdeel              | kwalificatie | kwalificatie | finale                   | finale |
| atlete                      | onderdeel              | punten       | rang         | tegenstander resultaat   | rang   |
| --------------------------- | ---------------------- | ------------ | ------------ | ------------------------ | ------ |
| Zorana Arunović Damir Mikec | 10 m luchtpistool team | 581          | 2 Q          | Tarhan - Dikeç W 16 - 14 | Goud   |

### Taekwondo
Mannen
| atleet       | onderdeel | kwalificatie         | eerste ronde         | kwartfinale          | halve finale         | herkansing           | finale / BM          | finale / BM    |
| atleet       | onderdeel | tegenstander uitslag | tegenstander uitslag | tegenstander uitslag | tegenstander uitslag | tegenstander uitslag | tegenstander uitslag | rang           |
| ------------ | --------- | -------------------- | -------------------- | -------------------- | -------------------- | -------------------- | -------------------- | -------------- |
| Lev Korneev  | -58 kg    | Diop W 2 - 0         | Jendoubi V 0 - 2     | niet geplaatst       | niet geplaatst       | niet geplaatst       | niet geplaatst       | niet geplaatst |
| Stefan Takov | -80 kg    | bye                  | Sawadogo V 0 - 2     | niet geplaatst       | niet geplaatst       | niet geplaatst       | niet geplaatst       | niet geplaatst |

Vrouwen
| atleet             | onderdeel | kwalificatie         | eerste ronde         | kwartfinale          | halve finale         | herkansing           | finale / BM          | finale / BM |
| atleet             | onderdeel | tegenstander uitslag | tegenstander uitslag | tegenstander uitslag | tegenstander uitslag | tegenstander uitslag | tegenstander uitslag | rang        |
| ------------------ | --------- | -------------------- | -------------------- | -------------------- | -------------------- | -------------------- | -------------------- | ----------- |
| Aleksandra Perišić | -67 kg    | n.v.t.               | Sobirjonova W 2 - 1  | Tongchan W 2 - 0     | Song J W 2 - 0       | bye                  | Márton V 0 - 2       | Zilver      |

### Tafeltennis
Vrouwen
| atleet            | onderdeel | voorronde            | eerste ronde         | tweede ronde         | derde ronde          | kwartfinale          | halve finale         | finale / BM          | finale / BM    |                |
| atleet            | onderdeel | tegenstander uitslag | tegenstander uitslag | tegenstander uitslag | tegenstander uitslag | tegenstander uitslag | tegenstander uitslag | tegenstander uitslag | rang           |                |
| ----------------- | --------- | -------------------- | -------------------- | -------------------- | -------------------- | -------------------- | -------------------- | -------------------- | -------------- | -------------- |
| Izabela Lupulesku | enkelspel | bye                  | Díaz V 0 - 4         | niet geplaatst       | niet geplaatst       | niet geplaatst       | niet geplaatst       | niet geplaatst       | niet geplaatst | niet geplaatst |

### Tennis
Mannen
| atleet         | onderdeel | eerste ronde                  | tweede ronde         | derde ronde          | kwartfinale               | halve finale         | finale / BM                  | finale / BM    |
| atleet         | onderdeel | tegenstander uitslag          | tegenstander uitslag | tegenstander uitslag | tegenstander uitslag      | tegenstander uitslag | tegenstander uitslag         | rang           |
| -------------- | --------- | ----------------------------- | -------------------- | -------------------- | ------------------------- | -------------------- | ---------------------------- | -------------- |
| Novak Djokovic | enkelspel | Ebden W 6-0, 6-1              | Nadal W 6-1, 6-4     | Koepfer W 7-5, 6-3   | Tsitsipás W 6-3, 7-6[7-3] | Musetti W 6-4, 6-2   | Alcaraz W 7-6[7-3], 7-6[7-2] | 1 [ 6 ]        |
| Dušan Lajović  | enkelspel | Marterer V 3-6, 7-6[8-6], 3-6 | niet geplaatst       | niet geplaatst       | niet geplaatst            | niet geplaatst       | niet geplaatst               | niet geplaatst |

### Volleybal

#### Mannenteam
| Atleten | Discipline | Resultaat | Prestatie |
| --- | ---------- | --------- | --------- |
| Aleksandar Atanasijević Marko Ivović Nikola Jovović Milorad Kapur Uroš Kovačević Petar Krsmanović Miran Kujundžić Dražen Luburić Aleksandar Nedeljković Pavle Perić Marko Podraščanin Vuk Todorović | mannen     | 9         | zie onder |

| # | Ploeg     | Punten | Wedstrijden | Wedstrijden | Wedstrijden | Sets | Sets | Sets  |
| # | Ploeg     | Punten | G           | W           | V           | W    | V    | Ratio |
| - | --------- | ------ | ----------- | ----------- | ----------- | ---- | ---- | ----- |
| 1 | Slovenië  | 8      | 3           | 3           | 0           | 9    | 3    | +6    |
| 2 | Frankrijk | 6      | 3           | 2           | 1           | 8    | 5    | +3    |
| 3 | Servië    | 3      | 3           | 1           | 2           | 5    | 8    | -3    |
| 4 | Canada    | 1      | 3           | 0           | 3           | 3    | 9    | -6    |

| Ronde           | Datum          | MEZT           | Land           | Score          | Land           |                |
| --------------- | -------------- | -------------- | -------------- | -------------- | -------------- | -------------- |
| Groepsfase      |                |                |                |                |                |                |
| 28 juli 2024    | 17:00          | Frankrijk      | 3 - 2          | Servië         |                |                |
| 30 juli 2024    | 17:00          | Slovenië       | 3 - 0          | Servië         |                |                |
| 3 augustus 2024 | 21:00          | Canada         | 2 - 3          | Servië         |                |                |
|                 |                |                |                |                |                |                |
| Kwartfinale     | niet geplaatst | niet geplaatst | niet geplaatst | niet geplaatst | niet geplaatst | niet geplaatst |
|                 |                |                |                |                |                |                |
| Halve finale    | niet geplaatst | niet geplaatst | niet geplaatst | niet geplaatst | niet geplaatst | niet geplaatst |
|                 |                |                |                |                |                |                |
| Finale          | niet geplaatst | niet geplaatst | niet geplaatst | niet geplaatst | niet geplaatst | niet geplaatst |

#### Vrouwenteam
| Atleten | Discipline | Resultaat | Prestatie |
| --- | ---------- | --------- | --------- |
| Maja Aleksić Tijana Bošković Bianka Buša Bojana Drča Hena Kurtagić Katarina Lazović Sara Lozo Bojana Milenković Maja Ognjenović Silvija Popović Aleksandra Uzelac Jovana Stevanović | vrouwen    | 7         | zie onder |

| # | Ploeg            | Punten | Wedstrijden | Wedstrijden | Wedstrijden | Sets | Sets | Sets  |
| # | Ploeg            | Punten | G           | W           | V           | W    | V    | Ratio |
| - | ---------------- | ------ | ----------- | ----------- | ----------- | ---- | ---- | ----- |
| 1 | China            | 8      | 3           | 3           | 0           | 9    | 3    | +6    |
| 2 | Verenigde Staten | 6      | 3           | 2           | 1           | 6    | 8    | -2    |
| 3 | Servië           | 4      | 3           | 1           | 2           | 4    | 6    | -2    |
| 4 | Frankrijk        | 0      | 3           | 0           | 3           | 0    | 9    | -9    |

| Ronde           | Datum           | MEZT             | Land           | Score          | Land           |                |
| --------------- | --------------- | ---------------- | -------------- | -------------- | -------------- | -------------- |
| Groepsfase      |                 |                  |                |                |                |                |
| 29 juli 2024    | 21:00           | Frankrijk        | 0 - 3          | Servië         |                |                |
| 31 juli 2024    | 17:00           | Verenigde Staten | 3 - 2          | Servië         |                |                |
| 4 augustus 2024 | 17:00           | China            | 3 - 1          | Servië         |                |                |
|                 |                 |                  |                |                |                |                |
| Kwartfinale     | 6 augustus 2024 | 21:00            | Italië         | 3 - 0          | Servië         |                |
|                 |                 |                  |                |                |                |                |
| Halve finale    | niet geplaatst  | niet geplaatst   | niet geplaatst | niet geplaatst | niet geplaatst | niet geplaatst |
|                 |                 |                  |                |                |                |                |
| Finale          | niet geplaatst  | niet geplaatst   | niet geplaatst | niet geplaatst | niet geplaatst | niet geplaatst |

### Waterpolo

#### Mannen
| Waterpoloër(s) | Onderdeel | Resultaat | Prestatie |
| --- | --------- | --------- | --------- |
| Miloš Ćuk Nikola Dedović Radomir Drašović Radoslav Filipović Nikola Jakšić Petar Jakšić Dušan Mandić Vladimir Mišović Sava Ranđelović Strahinja Rašović Viktor Rašović Nemanja Ubović Nemanja Vico | Mannen    |           | zie onder |

| Pos | Team          | Wed | W | WNS | VNS | V | GV | GT | GS  | Ptn | Kwalificatie |
| --- | ------------- | --- | - | --- | --- | - | -- | -- | --- | --- | ------------ |
| 1   | Spanje        | 5   | 5 | 0   | 0   | 0 | 67 | 39 | +28 | 15  | Kwartfinales |
| 2   | Australië     | 5   | 3 | 0   | 0   | 2 | 44 | 42 | +2  | 9   | Kwartfinales |
| 3   | Hongarije     | 5   | 3 | 0   | 0   | 2 | 62 | 54 | +8  | 9   | Kwartfinales |
| 4   | Servië        | 5   | 2 | 0   | 0   | 3 | 58 | 63 | −5  | 6   | Kwartfinales |
| 5   | Frankrijk (G) | 5   | 1 | 0   | 0   | 4 | 50 | 60 | −10 | 3   |              |
| 6   | Japan         | 5   | 1 | 0   | 0   | 4 | 60 | 83 | −23 | 3   |              |

|  | Kwartfinale      | Kwartfinale      |                  |       | Halve finale | Halve finale |  |  | Finale | Finale |
|  |                  |                  |                  |       |              |              |  |  |        |        |
|  | 7 augustus       |                  |                  |       |              |              |  |  |        |        |
|  |                  |                  |                  |       |              |              |  |  |        |        |
|  | Griekenland      | 11               |                  |       |              |              |  |  |        |        |
|  | Griekenland      | 11               | 9 augustus       |       |              |              |  |  |        |        |
|  | Servië           | 12               |                  |       |              |              |  |  |        |        |
|  | Servië           | 12               | Servië           | 10    |              |              |  |  |        |        |
|  | 7 augustus       |                  | Servië           | 10    |              |              |  |  |        |        |
|  |                  | Verenigde Staten | 6                |       |              |              |  |  |        |        |
|  | Verenigde Staten | Verenigde Staten | 6                | 7 (4) |              |              |  |  |        |        |
|  | Verenigde Staten |                  | 11 augustus      | 7 (4) |              |              |  |  |        |        |
|  | Australië        | 7 {3}            |                  |       |              |              |  |  |        |        |
|  | Australië        | 7 {3}            | Servië           | 13    |              |              |  |  |        |        |
|  | 7 augustus       |                  | Servië           | 13    |              |              |  |  |        |        |
|  |                  | Kroatië          | 11               |       |              |              |  |  |        |        |
|  | Italië           | Kroatië          | 11               | 9 (1) |              |              |  |  |        |        |
|  | Italië           | 9 augustus       |                  | 9 (1) |              |              |  |  |        |        |
|  | Hongarije        | 9 (3)            |                  |       |              |              |  |  |        |        |
|  | Hongarije        | 9 (3)            | Hongarije        | 8     |              |              |  |  |        |        |
|  | 7 augustus       |                  | Hongarije        | 8     |              |              |  |  |        |        |
|  |                  | Kroatië          | 9                |       | Troostfinale | Troostfinale |  |  |        |        |
|  | Kroatië          | Kroatië          | 9                | 10    | Troostfinale | Troostfinale |  |  |        |        |
|  | Kroatië          |                  | 11 augustus      | 10    |              |              |  |  |        |        |
|  | Spanje           | 8                |                  |       |              |              |  |  |        |        |
|  | Spanje           | 8                | Verenigde Staten | 8 (3) |              |              |  |  |        |        |
|  |                  |                  |                  |       |              |              |  |  |        |        |
|  | Hongarije        | 8 (0)            |                  |       |              |              |  |  |        |        |
|  | Hongarije        | 8 (0)            |                  |       |              |              |  |  |        |        |

| Groepsfase      |                  |           |             |           |                  |  |  |
| 28 juli 2024    | 12:05            | Servië    | 16 - 15     | Japan     |                  |  |  |
| 30 juli 2024    | 10:30            | Australië | 8 - 3       | Servië    |                  |  |  |
| 1 augustus 2024 | 12:05            | Servië    | 11 - 15     | Spanje    |                  |  |  |
| 3 augustus 2024 | 19:30            | Servië    | 15 - 8      | Frankrijk |                  |  |  |
| 5 augustus 2024 | 12:00            | Hongarije | 17 - 13     | Servië    |                  |  |  |
|                 |                  |           |             |           |                  |  |  |
| Kwartfinale     | 7 augustus 2024  | 15:35     | Griekenland | 11 - 12   | Servië           |  |  |
|                 |                  |           |             |           |                  |  |  |
| Halve finale    | 9 augustus 2024  | 14:35     | Servië      | 10 - 6    | Verenigde Staten |  |  |
|                 |                  |           |             |           |                  |  |  |
| Finale          | 11 augustus 2024 |           | Servië      |           | Kroatië          |  |  |

### Wielersport

#### Wegwielrennen
Mannen
| atleet      | onderdeel    | tijd    | rang |
| ----------- | ------------ | ------- | ---- |
| Ognjen Ilić | wegwedstrijd | 6:39:27 | 64   |

Vrouwen
| atleet      | onderdeel    | tijd    | rang |
| ----------- | ------------ | ------- | ---- |
| Jelena Erić | wegwedstrijd | 4:10:47 | 66   |

### Worstelen

#### Grieks-Romeinse stijl
Mannen
| atleet            | onderdeel | eerste ronde         | tweede ronde         | kwartfinale          | halve finale         | herkansing           | finale / BM          | finale / BM    |
| atleet            | onderdeel | tegenstander uitslag | tegenstander uitslag | tegenstander uitslag | tegenstander uitslag | tegenstander uitslag | tegenstander uitslag | rang           |
| ----------------- | --------- | -------------------- | -------------------- | -------------------- | -------------------- | -------------------- | -------------------- | -------------- |
| Georgii Tibilov   | −60 kg    | Başar V 7 - 8        | niet geplaatst       | niet geplaatst       | niet geplaatst       | niet geplaatst       | niet geplaatst       | niet geplaatst |
| Mate Nemeš        | −67 kg    | n.v.t.               | Nasibov V 2 - 3      | niet geplaatst       | niet geplaatst       | Ismailov V 0 - 8     | niet geplaatst       | niet geplaatst |
| Aleksandr Komarov | −87 kg    | n.v.t.               | Jacobson W 10 - 00   | Losonczi V 2 - 2     | niet geplaatst       | niet geplaatst       | niet geplaatst       | niet geplaatst |
| Mikheil Kajaia    | −97 kg    | n.v.t.               | Gabr V 1 - 6         | niet geplaatst       | niet geplaatst       | niet geplaatst       | niet geplaatst       | niet geplaatst |

#### Vrije stijl
Mannen
| atleet          | onderdeel | eerste ronde         | tweede ronde         | kwartfinale          | halve finale         | herkansing           | finale / BM          | finale / BM |
| atleet          | onderdeel | tegenstander uitslag | tegenstander uitslag | tegenstander uitslag | tegenstander uitslag | tegenstander uitslag | tegenstander uitslag | rang        |
| --------------- | --------- | -------------------- | -------------------- | -------------------- | -------------------- | -------------------- | -------------------- | ----------- |
| Khetag Tsabolov | −74 kg    | bye                  | EOR Mahdavi W 10 - 0 | Takatani V 0 - 10    | niet geplaatst       | Garzón               |                      |             |

### Zwemmen
Mannen
| Atleet                                                    | Onderdeel          | Series  | Series | Halve finale   | Halve finale   | Finale         | Finale         |
| Atleet                                                    | Onderdeel          | Tijd    | Rang   | Tijd           | Rang           | Tijd           | Rang           |
| --------------------------------------------------------- | ------------------ | ------- | ------ | -------------- | -------------- | -------------- | -------------- |
| Andrej Barna                                              | 50 m vrije slag    | 22,19   | 30     | Niet geplaatst | Niet geplaatst | Niet geplaatst | Niet geplaatst |
| Andrej Barna                                              | 100 m vrije slag   | 48,34   | 10 Q   | 48,11          | 14             | Niet geplaatst | Niet geplaatst |
| Velimir Stjepanović                                       | 100 m vrije slag   | 48,40   | 13 Q   | 48,78          | 16             | Niet geplaatst | Niet geplaatst |
| Velimir Stjepanović                                       | 200 m vrije slag   | 1.47,56 | 18     | Niet geplaatst | Niet geplaatst | Niet geplaatst | Niet geplaatst |
| Nikola Aćin Andrej Barna Uroš Nikolić Velimir Stjepanović | 4x100 m vrije slag | 3.14,68 | 11     | n.v.t.         | n.v.t.         | niet geplaatst | niet geplaatst |

Vrouwen
| Atleet      | Onderdeel         | Series  | Series | Halve finale   | Halve finale   | Finale         | Finale         |
| Atleet      | Onderdeel         | Tijd    | Rang   | Tijd           | Rang           | Tijd           | Rang           |
| ----------- | ----------------- | ------- | ------ | -------------- | -------------- | -------------- | -------------- |
| Anja Crevar | 200 m vlinderslag | 2.18,46 | 17     | Niet geplaatst | Niet geplaatst | Niet geplaatst | Niet geplaatst |
| Anja Crevar | 400 m wisselslag  | 4.49,16 | 16     | n.v.t.         | n.v.t.         | niet geplaatst | niet geplaatst |